# Rivan
Rivan (Nepali रिभान; auch Reevan oder Ribhan) ist ein Dorf und ein Village Development Committee (VDC) im Distrikt Kaski der Verwaltungszone Gandaki in Zentral-Nepal.
Das VDC Rivan liegt 14 km nordnordwestlich von Pokhara am Fuße des Annapurna Himal. Es liegt auf der östlichen Talseite des unteren Hochtals des Mardi Khola.

## Einwohner
Das VDC Rivan hatte bei der Volkszählung 2011 1332 Einwohner (davon 598 männlich) in 364 Haushalten.